# Ònia Farga i Pellicer

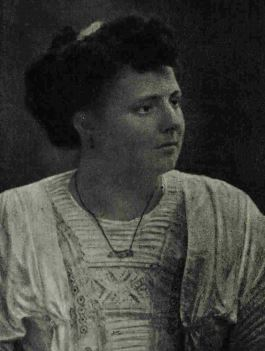
Ònia Farga i Pellicer en 1914.

Onia Farga i Pellicer (Barcelona, 30 de noviembre de 1878 - 6 de diciembre de 1936) fue compositora, pianista, violinista y pedagoga. 

## Biografía
Hija de Rafael Farga i Pellicer y Peronella Pellicer i Peraire. Su padre fue sindicalista y uno de los fundadores, y posteriormente secretario, de la Dirección Central de las Sociedades Obreras de Barcelona. 
Estudió en la Escuela Municipal de Música de Barcelona, donde consiguió numerosos primeros premios. Posteriormente completó su formación con Melchor Rodríguez de Alcántara y Elias (composición) y Mathieu Crickboom (violín).
Su concierto de presentación como pianista fue en el Círculo Artístico de Barcelona el 13 de junio de 1900. Posteriormente desarrolló su carrera concertística entre Barcelona y París, donde conoció a Isaac Albéniz. Realizó giras nacionales e internacionales que la llevaron por los escenarios de toda España y Europa, sobre todo Suiza y Francia, donde actuó en calidad de pianista y también violinista. En Barcelona actuó en el Palacio de la Música, el Teatro Principal y el Ateneo Barcelonés. En París presentó algunas de sus composiciones, obteniendo buenas críticas de Henri de Curzon. 
Entre 1902 y 1904 enseñó piano en el Centro Artístico Musical dirigido por Delfí Armengol. Alrededor de 1929 fundó la Academia de Música Ònia Farga, donde desarrolló su labor pedagógica.También impartió clases en la Escuela Municipal de Música de Barcelona, donde contró entre sus alumnos con Adalmira Anglada y Ernest Cervera. Al mismo tiempo, dirigió la orquesta de la asociación Música Pro Amore Artis.
Fue socia de la Asociación de Música de Cámara.
Falleció en Barcelona el 6 de diciembre de 1936, según recoge la necrológica publicada en La Vanguardia.
Desde 1948 el Conservatorio Superior Municipal de Música de Barcelona y el Ayuntamiento de Barcelona otorgan el Premio Ònia Farga para estudiantes destacados de violín y de piano.

## Obra

### Orquesta sinfónica
- La bella Lucinda, música para escena. Letra: Frederic Pujulà
- Missa de Rèquiem, para coro, órgano y orquesta sinfónica. Dedicada a su madre, Peronella Pellicer, fallecida en 1919.
- Suite de quatre quadrets, para orquesta. Una de sus composiciones, A l'ermita, goigs de Sant Jordi, con letra de Arturo Masriera, fue estrenada en 1931.

### Voz y piano
- Al la fratoj (1909). Letra en esperanto: Ludwik Lejzer Zamenhof
- Cantares andaluces (1928)
- Ojos claros, serenos (1928). Musicación de un madrigal de Gutierre de Cetina
- Lo gaiter del Llobregat (1930)
- A les abelles
- Amb quanta de tristor
- Amor. Letra: Jacinto Verdaguer
- Cançó del raier
- L'estatua de don Jaume. Letra: Jacint Verdaguer

### Piano
- Amoreta, para piano
- Cant de la gitana (Capdetrons)

### Sardanas
- Flabiolejant (1922), concierto para  violín
- Iluro en festa (1922). 3º accésit del Concurs Pro-Biada (Mataró, 1922)[5]
- Sardana de concert (1926), para violín y piano
- Aplec-sardana, para violín y piano
- Carmeta, para piano

### Otras
- Glosses sobre cançons populars catalanes[6] (1909, ed. 1914) (Canción de Navidad, Los Tres Tambores, Las moscas de San Narciso y La muñeca encantada). En el prólogo de la edición de 1914, Ramon Miquel i Planas indica que estas piezas respondían a la «necesidad de ofrecernos en un solo pomo estas flores exquisitas de la tierra catalana».
- Glosa de "la pastoreta"